# Braz da Viola
Braz da Viola (Consolação, 10 de abril de 1961) é um multi-instrumentista, lutiê, regente e professor brasileiro. Ministra oficinas de viola caipira em diversas cidades do Brasil. Tocou com diversos violeiros consagrados do Brasil como Roberto Corrêa, Paulo Freire, Renato Andrade, Pereira da Viola, Ivan Vilela e com a dupla Zé Mulato e Cassiano. Trabalhou com Inezita Barroso, onde a cantora se apresentava acompanhada pela Orquestra de Viola Caipira de São José dos Campos.

## Biografia
Começou a tocar violão aos 15 anos. Tomou contato com a viola por intermédio de seu tio, Braz Aparecido, radialista e compositor, que teve obras gravadas por Tonico e Tinoco, Vieira e Vieirinha e Liu & Léu. Aprendeu a tocar viola com Dino Barioni.
 Em 1991, fundou a Orquestra de Viola Caipira de São José dos Campos com o objetivo de divulgar e popularizar a Viola Caipira e, também de formar e agrupar violeiros. É regente da referida orquestra. Em 1999, desenvolveu trabalho de divulgação e popularização da viola caipira com a "Orquestra Viola de Coité". Neste mesmo ano fundou o grupo "Viola Serena" em Itamonte. Em agosto de 2006, foi um dos representantes do Brasil no Festival of World Cultures em Dublin, na Irlanda.
Braz tem editado seguidamente o curso Viola nas Montanhas que está na sua 14ª edição, para a prática de repertório para iniciantes e iniciados médios.

## Luteria

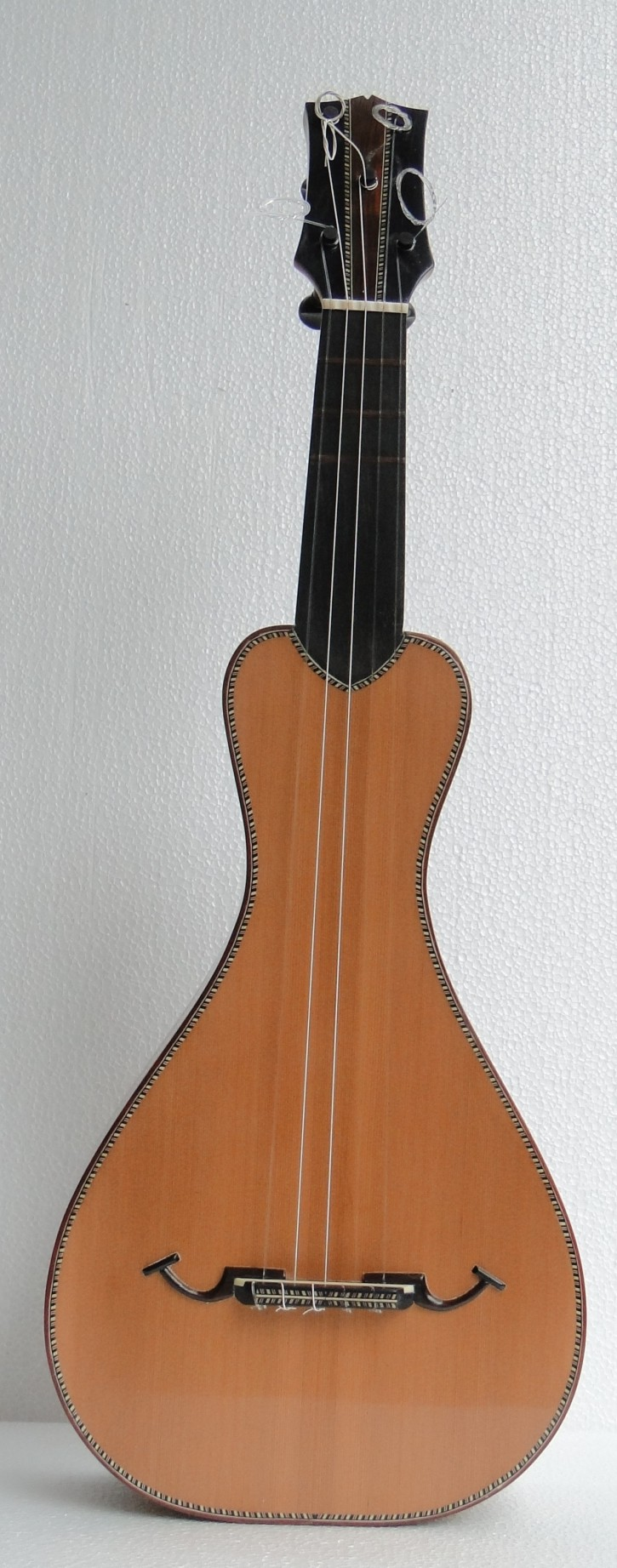
Viola-de-Cocho (Braz da Viola)

Aprendeu o ofício de da construção da Viola Caipira com Renato Vieira, da fábrica de violas XADREZ. Em 1994, implantou duas oficinas de luteria em São José dos Campos e uma em São Francisco Xavier. Atualmente constrói em oficina própria Violas-de-cocho, instrumento típico do Pantanal Mato-grossense.

## Discografia
- 1994 - Paraiba vivo, o rio da minha terra - com a Orquesta de Viola Caipira
- 1995 - Modas e violas do vale - com a Orquesta de Viola Caipira
- 1996 - Crisálida - com Roberto Corrêa e Orquestra Juvenil
- 1997 - Clarão do luar
- 1998 - Violeiros do Brasil - Vários artistas
- 1998 - Feito na Roça - com a Orquesta de Viola Caipira
- 2000 - Festa no Lugar - com a Orquesta de Viola Caipira
- 2001 - Florescê
- 2001 - Viola de Coité - com a Orquestra de Viola Caipira de Londrina

## Publicações
- Viola, Braz da (1992). A Viola Caipira. técnicas para ponteio. São Paulo: Ricordi. 47 páginas
- Viola, Braz da (1999). Manual do Violeiro. São Paulo: Ricordi. 74 páginas
- Viola, Braz da (2001). Um Toque de Viola. 10 peças para tocar. São Paulo: Edição do autor
- Viola, Braz da (2004). Pagode de Cabo a Rabo. São Paulo: Edição do autor
- Viola, Braz da (2004). Viola-de-Cocho. método prático. São Paulo: Edição do autor
- Viola, Braz da (2004). Ponteios, O Pulo do Gato. São Paulo: Edição do autor

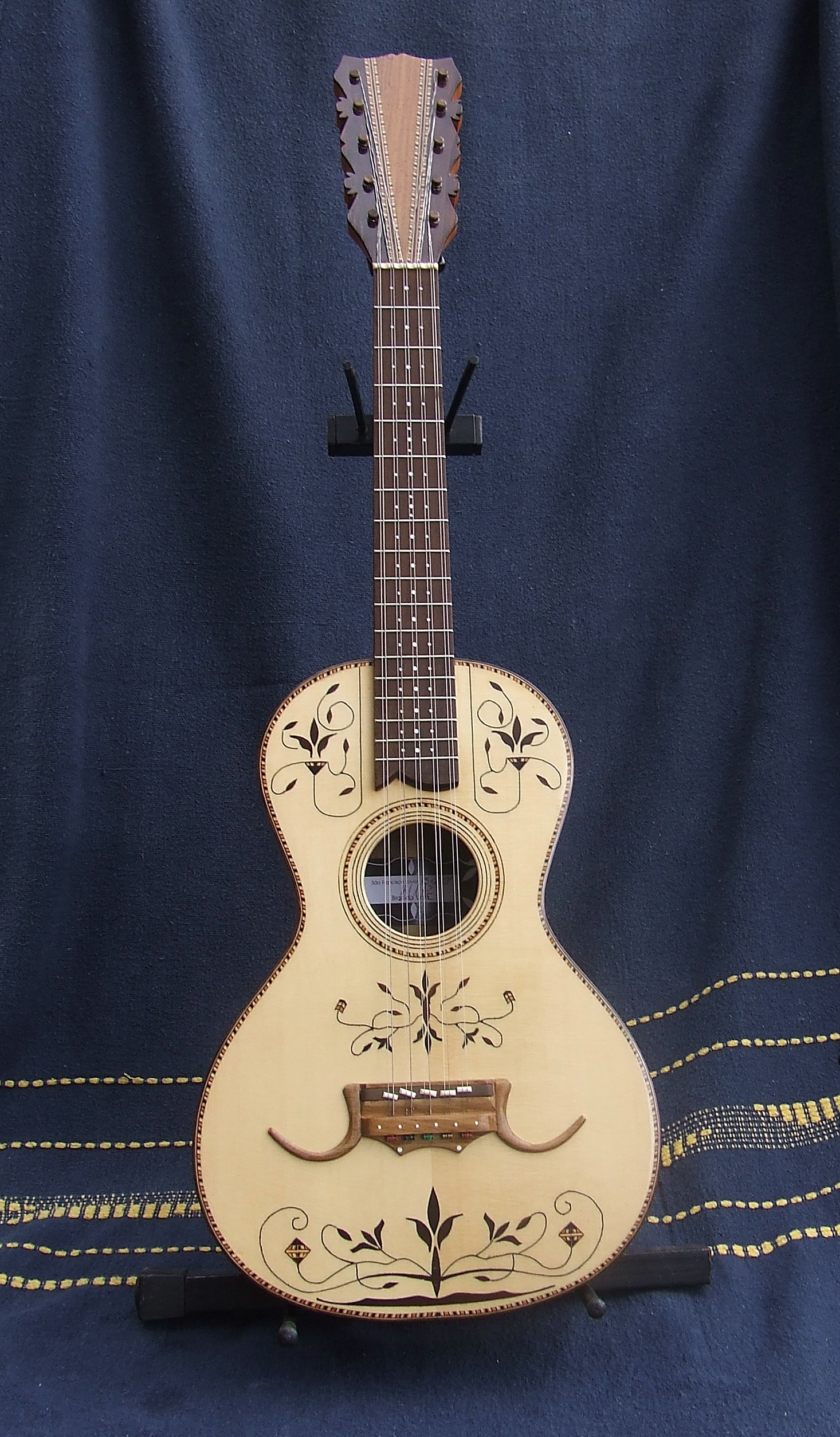
Viola caipira com trabalho de marchetaria (Braz da Viola)

- Viola, Braz da (2008). Violeiros do Brasil. São Paulo: coordenação editorial de Myriam Taubkin. 238 páginas
- Viola, Braz da (2008). Coleção Artesanato Brasileiro. São Paulo: Redecard
- Viola, Braz da (2009). Troca de Pares. Um Estudo Sobre as Escalas Duetadas. São Paulo: Edição do autor
- Viola, Braz da (2010). Rio Abaixo. São Paulo: Edição do autor